# Eriogonum tomentosum
Eriogonum tomentosum là một loài thực vật có hoa trong họ Rau răm. Loài này được Michx. mô tả khoa học đầu tiên năm 1803.